# Eichstätt járás
Eichstätt járás egy járás Bajorországban. Eichstätt járás Pfaffenhofen an der Ilm, Ingolstadt, Neuburg-Schrobenhausen, Kelheim, Neumarkt in der Oberpfalz, Roth, Weißenburg-Gunzenhausen, Donau-Ries, Ingolstadt, Riedenburg, Beilngries, Weißenburg, Donauwörth, Neuburg an der Donau, Eichstätt és Eichstätt járásokkal határos. Lakosainak száma 97 347 fő (1987. május 25.).

## Népesség
A járás népessége az elmúlt években az alábbi módon változott:
| Lakosok száma | 85 585 | 97 347 | 125 039 | 125 858 | 127 189 | 128 805 | 130 808 | 131 646 |
|               | 1970   | 1987   | 2012    | 2013    | 2014    | 2015    | 2016    | 2017    |